# Зеир Анпин
Зеир Анпин (арамейский: זְעֵיר אַנפִּין, «Малый Лик/Маленькое Лицо», аббревиатура З’’А) — термин из каббалы. Представляет собой одного из парцуфим, то есть гармонизированное Божественное проявление в духовных мирах сотворённого бытия. Парцуф Зеир Анпин состоит из шести сфирот эмоций: Хесед, Гвура, Тиферет, Нецах, Ход и Йесод. Через Зеир Анпин (эмоции) проявляется в действии интеллект (за который отвечают сфирот Хохма и Бина).
Книга Зогар раскрывает его роль в Творении, где Зеир Анпин является микроскопическим эквивалентом другого, высшего парцуфа — Арих Анпина, (Макропросопуса) в сфиротическом древе жизни. Сифра Д’Цниута описывает Зеир Анпин как проявленный лик Бога, а в каббалистическом тексте Идра Рабба разбирается каббалистическое значение атрибутов Зеир Анпина. В лурианской доктрине (XVI век) Зеир Анпин был систематизирован как один из шести первичных парцуфим (Божественных Ликов), как часть космического процесса Исправления Тиккун.

## ОбъединениеЗеир АнпинсНуква
В центре парцуфа Зеир Анпин — эмоциональная сфира Тиферет (Красота), сам парцуф Зеир Анпин также может называться Тиферет. Мужской принцип Хе́сед («Милость») и женский принцип Гвура́ («Суд») производят новый принцип Тифе́рет («Красота»). Триада Хе́сед («Милость»), Гвура́ («Суд») и Тифе́рет («Красота») отвечает за этику, «душевный мир», или, по терминологии позднейших каббалистов, «чувствуемый мир» (ивр. עולם מורגש‎).
Оба вторичных парцуфа Зеир Анпина являются мужскими и имеют свои женские аналоги в Нукве. Вторичные парцуфим Зеир Анпина — Израиль (названной в честь Иакова) и Иаков (в честь «Иакова», праотца израильтян).
Парцуф сфиры Хохма, именуемый Аба (Отец), и парцуф сфиры Бина, именуемый Има (Мать), при взаимодействии образуют парцуф Зеир Анпин через сфиру Малхут, которая в этом случае называется Нуква (Женщина). Поэтому Зеир Анпин — Явленный Бен («Сын»), а также Жених, ищущий единства с Нуквой.
Зеир Анпин отвечает за Изучение Торы/Письменную Тору/Солнце/Древо жизни.
Нуква («Женское» от Зеир Анпин) — это пребывающая внутри себя имманентная Шхина (Женское Божественное Присутствие) внутри Творения, скрытая Божественная конечность. В средневековой Каббале грех Адама, как и более поздний грех, приводит к кажущемуся разделению (воспринимаемому с момента Творения) между ними, принося изгнание и ограничение . Задача человека — восстановить союз (йихуд) Мужского и Женского, как Божественных проявлений.

«Святой, благословен Он» является трансцендентным откровением Бога Творению (тетраграмматонное имя Бога). В тетраграмматоне первые две буквы означают Сокрытый Мир/Высшее Единство с Богом, а последние две — Сотворенный Мир/Нижнее Единство:

Ради союза Святого, благословен Он, и Его Шхина, чтобы объединить имя YH с VH в совершенном союзе, во имя всего Израиля

В лурианской Каббале истоки дисгармонии в сфирот находятся в изначальном Царстве Тоху, до сотворения Человека, хотя более поздний грех влечет за собой дальнейшее изгнание. Задача человека, также влияющая на союз мужчины и женщины на Высшем уровне, включает в себя мессианское искупление изгнанных «Искр Святости» (Бирур) из Тоху, рассеянных в физическом существовании.
Совокупность всех искр, подобная совокупному Народу Израиля, также включает в себя изгнанную Шхину, ожидающую вознесения к Богу.